# Polia apurpura
Polia apurpura là một loài bướm đêm trong họ Noctuidae.